# Nikola II. Drašković von Trakošćan
| Nikola II. Drašković von Trakošćan | Nikola II. Drašković von Trakošćan                                                                                     |
| ---------------------------------- | --- |
| Nikola II. Drašković von Trakošćan | |
| Titel                              | Graf |
| Ernennungen                        | Hofrichter, königlicher und kaiserlicher Kammerherr, Hofrat und Obergespan der Komitat Mosony                          |
| Staat                              | Kroatien innerhalb der Habsburgermonarchie                                                                             |
| Haus                               | Drašković |
| Geburt                             | 1625 (?) |
| Tod                                | 8. Oktober 1687 |
| Vater                              | Ivan III. Graf Drašković von Trakošćan                                                                                 |
| Mutter                             | Gräfin Barbara Drašković geb. Thurzó                                                                                   |
| Ehefrau                            | 1) Katarina geb. Drugeth de Homonna, 2) Kristina geb. Nádasdy, (*1646 – †1682), 3) Kristina geb. Cháky (*1654 – †1723) |
| Kinder                             | Pavao (Paul), Marija Katarina, Adam Franjo                                                                             |
|                                    | |

Nikola II. Graf Drašković von Trakošćan (deutsch Nikolaus II. Graf Draskovich von Trakostyan, ungarisch Miklós; * 1625 (?); † 8. Oktober 1687) war ein kroatischer Adliger, königlicher und kaiserlicher Kammerherr, Hofrat, Hofrichter, Befehlshaber der Reiterei und Obergespan des Komitats Mosony aus dem Hause Drašković. 

## Leben
Nikola II. Drašković wurde als Sohn von Ivan III. Graf Drašković und dessen Ehefrau Barbara Gräfin Drašković geb. Thúrzo geboren. Sein Vater (* 1595 oder 1603; † 1648) war als Ban von Kroatien (1640 bis 1648) sowie Palatin von Ungarn (1646–1648) bekannt. Nikola hatte einen jüngeren Bruder, Ivan IV. (* um 1630; † 1692), mit dem er gemeinsam an der Universität Bologna (Italien) studierte. Seine Schwestern waren Barbara, Katarina und Julijana. Nach seinem Studium wurde er in mehrere staatliche und militärische  Dienstgrade berufen und nahm auch an den Kämpfen gegen die Türken teil.
Er hat dreimal geheiratet. In seiner zweiten Ehe (1667) war er mit Gräfin Christine Nádasdy, der Tochter vom Kronrichter Franz III. Nádasdy, verheiratet, und festigte damit die Verbindung des Adelsgeschlechts Drašković mit dieser mächtigen und angesehenen ungarischen Familie. Sein Schwiegervater war einer der Hauptbeteiligten der Zrinski-Frankopan-Verschwörung, der wie Petar Zrinski am 30. April 1671 hingerichtet wurde. Inwieweit Nikola selbst aktiv an der Verschwörung beteiligt war, konnte später nicht mehr mit Sicherheit festgestellt werden, aber er hatte die Folgen nach dem Zusammenbruch der Verschwörung nicht direkt zu tragen. Im Gegensatz zu ihm widersetzte sich sein Bruder Ivan IV. immer mehr entschlossen und offen den Verschwörern. 
In der Zeit nach der Verschwörung stand Nikola 1673 im Auftrag König Leopolds I. von Habsburg an der Spitze des Gefolges der aus Tirol nach Wien gekommenen Königsbraut Claudia Felizitas. Im Laufe seines Lebens nahm er an zahlreichen Feldzügen der habsburgischen Armee gegen die Türken teil, unter denen er sich besonders in der Schlacht bei Körmend, an der Raaba und bei der Befreiung Ofens 1686 auszeichnete.
In seiner Ehe mit Christine hatte er drei Kinder, und zwar Pavao (Paul), Katarina und Adam Franjo (Franz), die seine Güter erbten. Pavao starb jung, ohne Kinder, und die Linie wurde von den Kindern von Adam Franjo, genauer gesagt dem Enkel Leopold, weitergeführt.
Zu seinen Lebzeiten war Nikola auch als Antiquitätensammler und Numismatiker bekannt. Ende 1687 starb er plötzlich, wahrscheinlich an einem Herzinfarkt, obwohl es damals vermutet wurde, dass er, wegen angeblicher Unterstützung der Zrinski-Frankopan-Verschwörung, vergiftet wurde. Nikolas Zweig der Familie Drašković bestand bis 1792, als sein Urenkel Norbert starb. Die Nachkommen seines Bruders Ivan IV. leben noch heute.